# Barcelona Uroloki

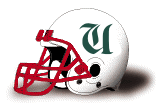
Casco del equipo.

Barcelona Uroloki es un club deportivo de fútbol americano y flag football de Barcelona, España.

## Historia

### Inicios
Barcelona Uroloki nació en Barcelona en 1990, gracias a la fusión de dos escuelas de fútbol americano, los Llops del Parc, del Parque de la Ciudadela, y la escuela de Uroloki, en el distrito de Nou Barris, pasando a ser una de las mejores escuelas del país.

### Primeros éxitos en categorías inferiores (1990 - 1999)
Barcelona Uroloki centra gran parte de sus recursos y esfuerzo en que los más jóvenes puedan practicar el fútbol americano, sin olvidar su formación tanto escolar como en el ámbito educativo o personal. Esto se traduce en 5 campeonatos de Liga Catalana (1990-91 con Taurons, 1991-92, 1992-93, 1996-97, 1997-98), 3 subcampeonatos de la misma (1993-94, 1995-96 y 1998-99), además de 2 Campeonatos de Liga Española (1996-97 y 1997-98), en los años 1990, en categoría Júnior, mientras que el equipo cadete consigue el subcampeonato de la I edición de la Liga Catalana (1999).

### Creación del equipo sénior (1999 - 2005)
A raíz de todos estos éxitos, se forma el equipo Sénior, que disputa la Liga Catalana, consiguiendo 5 Campeonatos de la misma, 4 de ellos de forma consecutiva (1999-2000, 2001-02, 2002-03, 2003-04, 2004-05) compitiendo de manera simultánea en la segunda categoría a nivel nacional, la LNFA 2 (actual Serie B), ganando el título 3 veces consecutivamente (2003, 2004 y 2005).
Todo ello se consiguió sin olvidar las categorías inferiores, en las que el equipo Júnior cosechó una Liga Catalana (2004-05) y un subcampeonato de la misma (2001-02), mientras que el equipo Cadete se proclamó vencedor en 2 ocasiones (2001 y 2002) y subcampeón en otra ocasión (2000).

### Ascenso a la élite (2005 - 2008)
Desde el 2006, el equipo sénior compite al máximo nivel nacional, en la Liga Nacional de Fútbol Americano, finalizando dicha temporada en 6.ª posición, con un balance de 3 victorias y 4 derrotas, quedándose a las puertas de la clasificación para la ronda de Wildcards de los Playoffs.
En la temporada siguiente, el equipo finaliza con idéntico balance, 3 victorias y 4 derrotas, pero mejorando sensiblemente sus resultados y clasificando para la ronda de Wildcards de los Playoffs, en la que pierde ante Badalona Dracs. Sin embargo, en la temporada 2008, no se consigue ninguna victoria, por lo que el equipo pierde la categoría, e inicia la reconstrucción del mismo.

### Reconstrucción y nuevos campeonatos (2009 - 2019)
Desde la temporada 2009-10 disputa la Liga Catalana.
Debido a la falta de instalaciones en la ciudad de Barcelona se ve obligado a cambiar de campo de juego en repetidas ocasiones, llegando a tener que jugar como locales en la localidad de Granollers en la temporada 2013-14, lo que provoca la desaparición de las categorías inferiores. A pesar de ello, el equipo sénior es competitivo, clasificando para los playoffs por el título de la competición decana en 8 ocasiones, clasificando para la final en 2 ocasiones, consiguiendo un campeonato contra L'Hospitalet Pioners (2018-19) y un subcampeonato contra Argentona Bocs (2013-14).
Desde el año 2016 cuenta también con un equipo de flag football en modalidad Open (mixta), destacando el subcampeonato del Campeonato de Cataluña de dicha disciplina en 2018 y la 9.ª posición de la Spanish Bowl del mismo año.
La temporada 2019-20 destaca por la vuelta a la competición del equipo Júnior tras una ausencia de 10 años, pasando varios de ellos a debutar con el equipo Sénior. Este se encontraba clasificado en 4.º posición de la Liga Catalana de Fútbol Americano 2019-20, mientras que el equipo Open (flag senior), era el primer clasificado tras dos jornadas de la Liga Catalana de futbol flag, competiciones todas ellas canceladas a causa de la Pandemia de enfermedad por coronavirus de 2019-2020.

### Actualidad (2021- )
Para la temporada 2021, el equipo sénior vuelve a participar en competición nacional, participando en la LNFA Serie C 2021, encuadrado en el grupo "FCFA", mientras que el equipo júnior disputa la LNFA Junior con Argentona Bocs y el equipo de Flag Open la copa catalana de flag.

## Palmarés

### Sénior
- 3 Campeonatos de la LNFA 2 (actual LNFA Serie B) en 2003, 2004 y 2005. Además en el año 2002 se celebró en Sevilla la segunda "final Four" de 7x7 entre los campeones autonómicos (el año anterior se celebró el primero en Valencia) cuadrangular que dio lugar a la LNFA 2, en el cual los Barcelona Uroloki se proclamaron campeones en la Final.
- 1 Liga nacional de fútbol americano Serie C (2021)
- 7 Ligas Catalanas (1999-2000, 2001-02, 2002-03, 2003-04, 2004-05, 2018-2019 y 2021).
- 1 Copa Catalana (2000-01).

### Juveniles y sub-21
- 2 Campeonatos de Liga Española (1996-97 y 1997-98)
- 6 campeonatos de Liga Catalana (1990-91 con Taurons, 1991-92, 1992-93, 1996-97, 1997-98 y 2004-2005)

### Cadetes
- 1 Campeonato de Liga Española (2000-2001)
- 2 Campeonatos de Liga Catalana (2001 y 2002)